# Paesi Bassi ai Giochi della XXIV Olimpiade
I Paesi Bassi parteciparono ai Giochi della XXIV Olimpiade, svoltisi a Seul, Corea del Sud, dal 17 settembre al 2 ottobre 1988, con una delegazione di 147 atleti impegnati in diciassette discipline.